# Mutua Madrid Open 2013
Madrid Open 2013 (також відомий під назвою Mutua Madrid Open за назвою спонсора) — професійний тенісний, що проходив на відкритих кортах з ґрунтовим покриттям у Park Manzanares у Мадриді (Іспанія) з 6 до 12 травня 2013 року. Це був 12-й турнір серед чоловіків і 5-й - серед жінок. Належав до категорії Мастерс у рамках Туру ATP 2013 і Premier у рамках Туру WTA 2013.
Власник турніру - Йон Ціріак, колишній румунський тенісист ATP, а тепер мільярдер.

## Очки і призові

### Нарахування очок
| Дисципліна                 | П    | F   | SF  | QF  | 1/8 | 1/16 | 1/32 | Q   | Q2  | Q1  |
| Чоловіки, одиночний розряд | 1000 | 600 | 360 | 180 | 90  | 45   | 10   | 25  | 16  | 0   |
| Чоловіки, парний розряд    | 1000 | 600 | 360 | 180 | 90  | 0    | Н/Д  | Н/Д | Н/Д | Н/Д |
| Жінки, одиночний розряд    | 1000 | 700 | 450 | 250 | 140 | 80   | 5    | 30  | 20  | 1   |
| Жінки, парний розряд       | 1000 | 700 | 450 | 250 | 140 | 5    | Н/Д  | Н/Д | Н/Д | Н/Д |

### Призові гроші
| Дисципліна                 | П        | F        | ПФ       | ЧФ      | 1/8     | 1/16    | 1/32    | Q2     | Q1     |
| Чоловіки, одиночний розряд | €638,500 | €313,070 | €157,570 | €80,120 | €41,610 | €21,935 | €11,645 | €2,750 | €1,390 |
| Жінки, одиночний розряд    | €643,000 | €315,000 | €158,500 | €80,700 | €39,000 | €20,750 | €9,630  | €2,555 | €1,150 |
| Чоловіки, парний розряд    | €197,730 | €96,800  | €48,560  | €24,920 | €12,880 | €6,800  | Н/Д     | Н/Д    | Н/Д    |
| Жінки, парний розряд       | €203,000 | €102,034 | €50,110  | €23,000 | €12,000 | €6,300  | Н/Д     | Н/Д    | Н/Д    |

## Учасники основної сітки в рамках чоловічого турніру

### Сіяні учасники
| Країна          | Гравець           | Рейтинг1 | Сіяний |
| --------------- | ----------------- | -------- | ------ |
| Сербія          | Новак Джокович    | 1        | 1      |
| Швейцарія       | Роджер Федерер    | 2        | 2      |
| Велика Британія | Енді Маррей       | 3        | 3      |
| Іспанія         | Давид Феррер      | 4        | 4      |
| Іспанія         | Рафаель Надаль    | 5        | 5      |
| Чехія           | Томаш Бердих      | 6        | 6      |
| Франція         | Жо-Вілфрід Тсонга | 8        | 7      |
| Франція         | Рішар Гаске       | 9        | 8      |
| Сербія          | Янко Типсаревич   | 10       | 9      |
| Хорватія        | Марин Чилич       | 11       | 10     |
| Іспанія         | Ніколас Альмагро  | 12       | 11     |
| Канада          | Мілош Раоніч      | 13       | 12     |
| Німеччина       | Томмі Гаас        | 14       | 13     |
| Японія          | Кей Нісікорі      | 15       | 14     |
| Швейцарія       | Стен Вавринка     | 16       | 15     |
| Франція         | Жиль Сімон        | 17       | 16     |

- Рейтинг подано станом на 29 квітня 2013.

### Інші учасники
Нижче наведено учасників, які отримали вайлд-кард на участь в основній сітці:
- Пабло Андухар
- Маріус Копіл
- Хав'єр Марті
- Томмі Робредо

Нижче наведено гравців, які пробились в основну сітку через стадію кваліфікації:
- Гільєрмо Гарсія-Лопес
- Сантьяго Хіральдо
- Робін Гаасе
- Тобіас Камке
- Джессі Лівайн
- Ксав'є Малісс
- Жоао Соуза

Учасники, що потрапили до основної сітки як щасливий лузер:
- Марінко Матосевич

### Відмовились від участі
До початку турніру
- Томас Беллуччі (травма живота)
- Хуан Мартін дель Потро (virus)
- Марді Фіш
- Філіпп Кольшрайбер

### Знялись
- Тобіас Камке (травма правого стегна)

## Учасники основної сітки в парному розряді

### Сіяні пари
| Країна   | Гравець              | Країна     | Гравець         | Рейтинг1 | Сіяна |
| -------- | -------------------- | ---------- | --------------- | -------- | ----- |
| США      | Боб Браян            | США        | Майк Браян      | 2        | 1     |
| Іспанія  | Марсель Гранольєрс   | Іспанія    | Марк Лопес      | 7        | 2     |
| Швеція   | Роберт Ліндстедт     | Канада     | Деніел Нестор   | 14       | 3     |
| Пакистан | Айсам-уль-Хак Куреші | Нідерланди | Жан-Жульєн Роєр | 15       | 4     |
| Білорусь | Макс Мирний          | Румунія    | Горія Текеу     | 18       | 5     |
| Індія    | Магеш Бгупаті        | Індія      | Роган Бопанна   | 21       | 6     |
| Австрія  | Александер Пея       | Бразилія   | Бруно Соарес    | 32       | 7     |
| Австрія  | Юрген Мельцер        | Індія      | Леандер Паес    | 43       | 8     |

- Рейтинг подано станом на 29 квітня 2013.

### Інші учасники
Нижче наведено пари, які отримали вайлдкард на участь в основній сітці:
- Ніколас Альмагро /  Олівер Марах
- Даніель Хімено-Травер /  Даніель Муньйос де ла Нава

Наведені нижче пари отримали місце як заміна:
- Хуан Монако /  Орасіо Себальйос

### Відмовились від участі
До початку турніру
- Сантьяго Гонсалес (хвороба)

### Знялись
- Ніколас Альмагро (травма лівого кульшового суглобу)

## Учасниці основної сітки в рамках жіночого турніру

### Сіяні учасниці
| Країна     | Гравчиня           | Рейтинг1 | Сіяна |
| ---------- | ------------------ | -------- | ----- |
| США        | Серена Вільямс     | 1        | 1     |
| Росія      | Марія Шарапова     | 2        | 2     |
| Білорусь   | Вікторія Азаренко  | 3        | 3     |
| Польща     | Агнешка Радванська | 4        | 4     |
| КНР        | Лі На              | 5        | 5     |
| Німеччина  | Анджелік Кербер    | 6        | 6     |
| Італія     | Сара Еррані        | 7        | 7     |
| Чехія      | Петра Квітова      | 8        | 8     |
| Австралія  | Саманта Стосур     | 9        | 9     |
| Данія      | Каролін Возняцкі   | 10       | 10    |
| Росія      | Надія Петрова      | 11       | 11    |
| Італія     | Роберта Вінчі      | 12       | 12    |
| Росія      | Марія Кириленко    | 13       | 13    |
| Франція    | Маріон Бартолі     | 14       | 14    |
| Словаччина | Домініка Цібулкова | 15       | 15    |
| Сербія     | Ана Іванович       | 16       | 16    |

- Рейтинг подано станом на 29 квітня 2013.

### Інші учасниці
Нижче наведено учасниць, які отримали вайлд-кард на участь в основній сітці:
- Лурдес Домінгес Ліно
- Сімона Халеп
- Даніела Гантухова
- Анабель Медіна Гаррігес
- Сільвія Солер-Еспіноса

Нижче наведено гравчинь, які пробились в основну сітку через стадію кваліфікації:
- Александра Дулгеру
- Каміла Джорджі
- Бетані Маттек-Сендс
- Крістіна Макгейл
- Юлія Путінцева
- Шанелль Схеперс
- Марія Тереса Торро Флор
- Леся Цуренко

Такі тенісистки потрапили в основну сітку як Щасливі лузери:
- Медісон Кіз
- Стефані Фегеле

### Відмовились від участі
До початку турніру
- Таміра Пашек (респіраторне захворювання)
- Вінус Вільямс (травма спини)
- Гезер Вотсон (мононуклеоз)

Під час турніру
- Юлія Гергес
- Ярослава Шведова (травма правої руки)

### Знялись
- Моріта Аюмі (розтягнення лівого аддуктора)
- Олена Весніна (травма поперекового відділу хребта)
- Клара Закопалова (астма)

## Учасниці основної сітки в парному розряді

### Сіяні пари
| Країна            | Гравчиня             | Країна   | Гравчиня           | Рейтинг1 | Сіяна |
| ----------------- | -------------------- | -------- | ------------------ | -------- | ----- |
| Чехія             | Андреа Главачкова    | Чехія    | Луціє Градецька    | 9        | 1     |
| Росія             | Надія Петрова        | Словенія | Катарина Среботнік | 11       | 2     |
| Росія             | Катерина Макарова    | Росія    | Олена Весніна      | 13       | 3     |
| США               | Ракель Копс-Джонс    | США      | Абігейл Спірс      | 29       | 4     |
| США               | Бетані Маттек-Сендс  | Індія    | Саня Мірза         | 35       | 5     |
| Німеччина         | Анна-Лена Гренефельд | Чехія    | Квета Пешке        | 39       | 6     |
| КНР               | Шуай Чжан            | КНР      | Чжен Цзє           | 48       | 7     |
| Китайський Тайбей | Hsieh Su-Wei         | КНР      | Пен Шуай           | 51       | 8     |

- Рейтинг подано станом на 29 квітня 2013.

### Інші учасниці
Нижче наведено пари, які отримали вайлдкард на участь в основній сітці:
- Алізе Корне /  Франческа Ск'явоне
- Єлена Янкович /  Міряна Лучич-Бароні
- Гарбінє Мугуруса /  Марія Тереса Торро Флор
- Сільвія Солер-Еспіноса /  Карла Суарес Наварро

Наведені нижче пари отримали місце як заміна:
- Софія Арвідссон /  Юганна Ларссон

### Відмовились від участі
До початку турніру
- Моніка Нікулеску (травма правого плеча)
- Таміра Пашек (респіраторне захворювання)

## Переможці та фіналісти

### Чоловіки. Одиночний розряд
- Рафаель Надаль —  Стен Вавринка, 6–2, 6–4

### Одиночний розряд. Жінки
- Серена Вільямс —  Марія Шарапова, 6–1, 6–4

### Парний розряд. Чоловіки
- Боб Браян /  Майк Браян —  Александер Пея /  Бруно Соарес, 6–2, 6–3

### Парний розряд. Жінки
- Анастасія Павлюченкова /  Луціє Шафарова —  Кара Блек /  Марина Еракович, 6–2, 6–4